# Kater (udde)
Kater är en udde i Antarktis. Den ligger i Västantarktis. Argentina, Chile och Storbritannien gör anspråk på området.
Terrängen inåt land är kuperad. Havet är nära Kater norrut. Trakten är obefolkad. Det finns inga samhällen i närheten. 